# Mesquita d'Ishak Paixà
La mesquita d'Ishak Paixà (grec: Ισχάκ Πασά Τζαμί, Ischák Pachá Tzamí; turc: İshak Paşa Camii), també anomenada Mesquita Alatza Imaret (grec: Αλάτζα Ιμαρέτ Τζαμί, Alatza Imaret Tzamí; turc: Alaca İmaret Camii; literalment ‘mesquita de l'edifici multicolor’), és un edifici d'arquitectura otomana situat a Tessalònica, en la perifèria de Macedònia Occidental, a Grècia. El conjunt, que conté una mesquita, un imaret i una madrassa, el va construir el 1484 İshak Paixà, visir de Mehmet II i sanjaq de Tessalònica durant el mandat de Baiazet II. Restaurat a la fi del segle xx, l'edifici s'utilitza en l'actualitat a vegades com a espai cultural.

## Història
L'edifici, el va manar construir el 1484 o 1487 İshak Paixà bin Ibrahim, governador de Tessalònica del 1482 al 1487.
Aquest important dignatari otomà, originari d'İnegöl, a prop de Bursa, fou també gran visir durant els regnats de Mehmet II i Bayezid II. L'historiador Machiel Kiel afirma que el monument, obra de Yakub bin Abdullah, es va erigir com a lloc de reunió de la confraria sufí dels Akhis. Ahmed Ameen creu que el lloc s'utilitzava principalment com a mesquita. En qualsevol cas, la construcció i les diverses funcions socioreligioses del conjunt —menjador social, hospici, madrassa, alberg i lloc de pregària—, es van finançar amb els ingressos de les propietats d'Ishak Paixà. Aquestes es trobaven sobretot a la Calcídica, als vessants de la muntanya Choriártis, a Galátista. Segons un waqf del 1487, la fundació d'Ishak Paixà emprava un personal de vint-i-tres persones.
L'edifici es va renovar el 1845. Al final de la Segona Guerra Mundial i al principi de la Guerra Civil grega, entre els anys 1945 i 1946, el lloc va ser utilitzat per milicians de l'Exèrcit Democràtic Grec. El 1967, les dues columnes de marbre dels extrems del pòrtic es van esfondrar i se substituïren dos anys més tard per columnes de formigó. El Servei Arqueològic del Ministeri de Cultura, el 1973, va adoptar mesures estructurals d'emergència després del terratrèmol del 1978. Durant un temps, l'edifici albergà una tropa d'escoltes. El 1985, el monument va passar a ser propietat de l'Ajuntament de Tessalònica, i durant una dècada s'hi feren importants obres de restauració per a preparar la designació de Tessalònica com a Capital Europea de la Cultura el 1997. Des del 1996, el recinte s'utilitza com a espai cultural temporal.

## Arquitectura
El conjunt de la mesquita d'Ishak Paixà té una planta en forma de T invertida, única a Grècia en aquest estat de conservació malgrat algunes semblances amb la mesquita de Mehmet Bei de Serres. La maçoneria n'és d'aparell paredat amb quatre fileres de finestres. La planta general és la d'una mesquita zàuiya de 261,5 m ², amb un imposant pòrtic de 30 m de llarg i 5 m d'alçada, amb arcs revestits de guix acolorit que imiten el carreu blanc i roig, rematats per cinc cúpules. La cúpula situada al bell mig del pòrtic es caracteritza per una cúpula sobre petxines decorada amb mocàrabs. La cúpula central del pòrtic és més alta que les veïnes. Les dues grans cúpules de la nau central fan 8,5 m de diàmetre i descansen sobre un alt tambor octogonal. Segons el viatger Evliya Çelebi, les onze cúpules estaven cobertes de plom. Només les dues cúpules centrals estan ara cobertes de plom, després de la campanya de restauració duta a terme entre els 1993 i 1996. Una foto de començament del segle xx mostra el monument encara amb el recobriment de plom.
Des del pòrtic s'accedeix a dins per un portal rematat per una inscripció dedicatòria i emmarcat per dos nínxols. La primera sala quadrada central s'emprava com a lloc de reunió per als germans sufís i els seus convidats. Una piscina ocupava el centre de la sala. Els espais laterals es comuniquen amb l'espai central per vestíbuls, albergaven les habitacions de convidats i tenien fumerals. El segon espai quadrat central (eyvan) s'utilitzava per a la pregària. A prop del minaret destruït quan la ciutat passà a formar part de Grècia el 1912, hi havia cuines independents, de les quals hui no queda rastre. Aquest minaret, la base del qual és a la cantonada nord-oest, va donar al monument el seu nom popular pel seu patró de "diamant" de rajola blanca i vermella alternada. En l'actualitat, la  mesquita central de Véria és l'únic exemple que es conserva a Grècia de minaret decorat amb "diamants" bicolors.
L'interior està ricament decorat amb frescos florals, inscripcions i mocàrabs, la majoria dels quals daten de la renovació de l'edifici del 1845. El mihrab de marbre també degué ser restaurat al 1845.

Fins al 1906, dos petits cementeris ocupaven el pati de la mesquita, i una font, que fou destruïda el 1967.

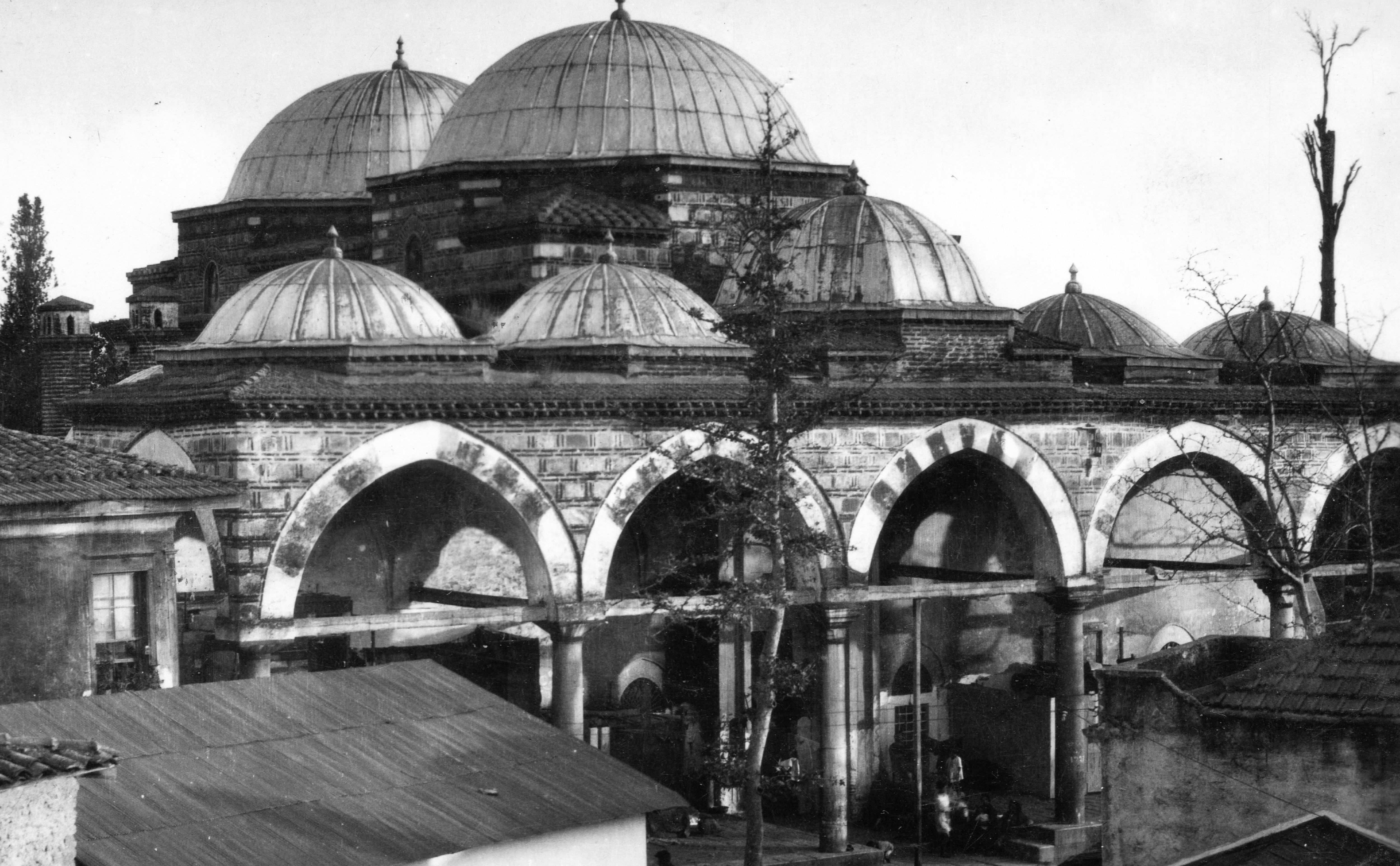
Vista de la mesquita des del nord, 1934
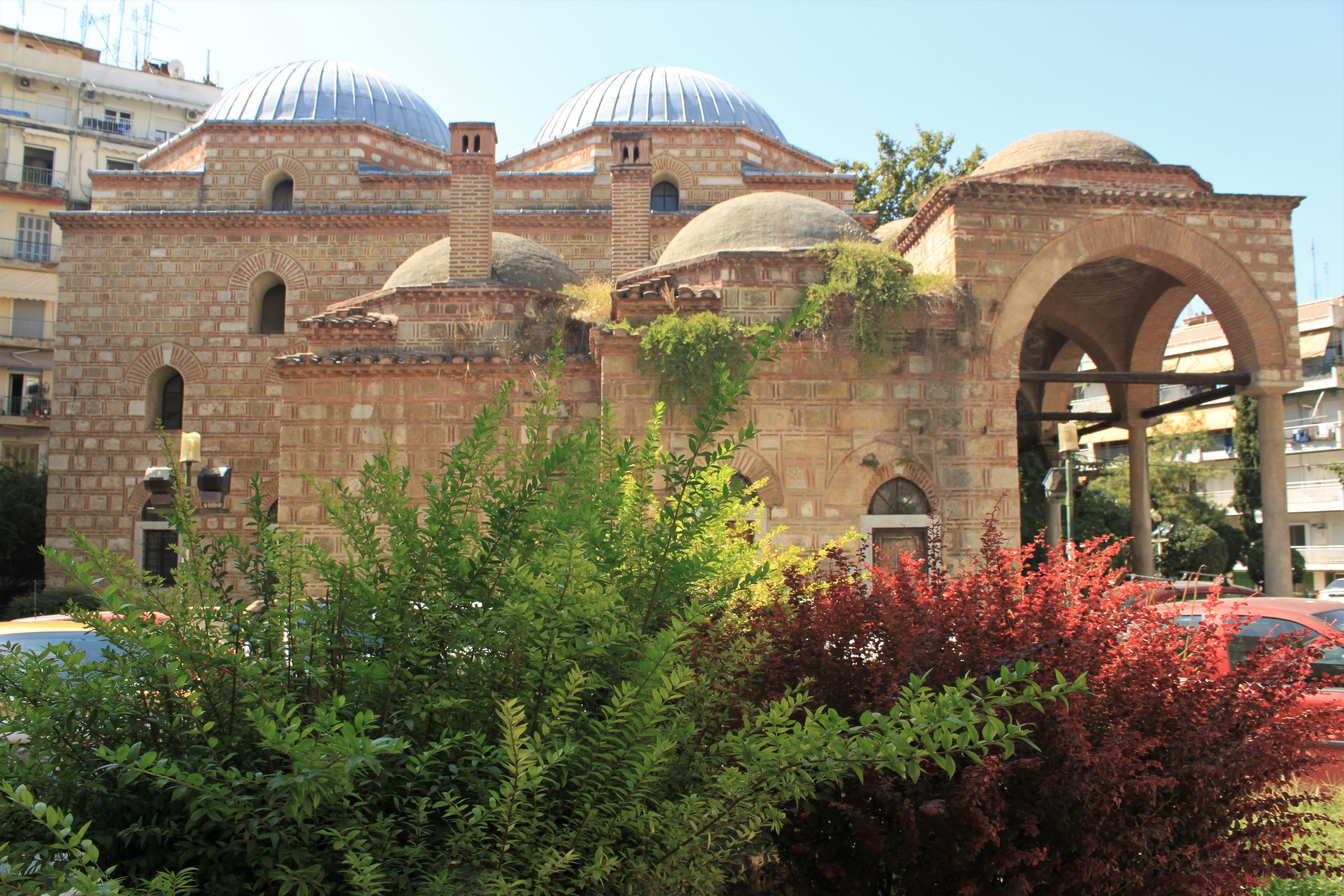
Vista de la mesquita des de l'est
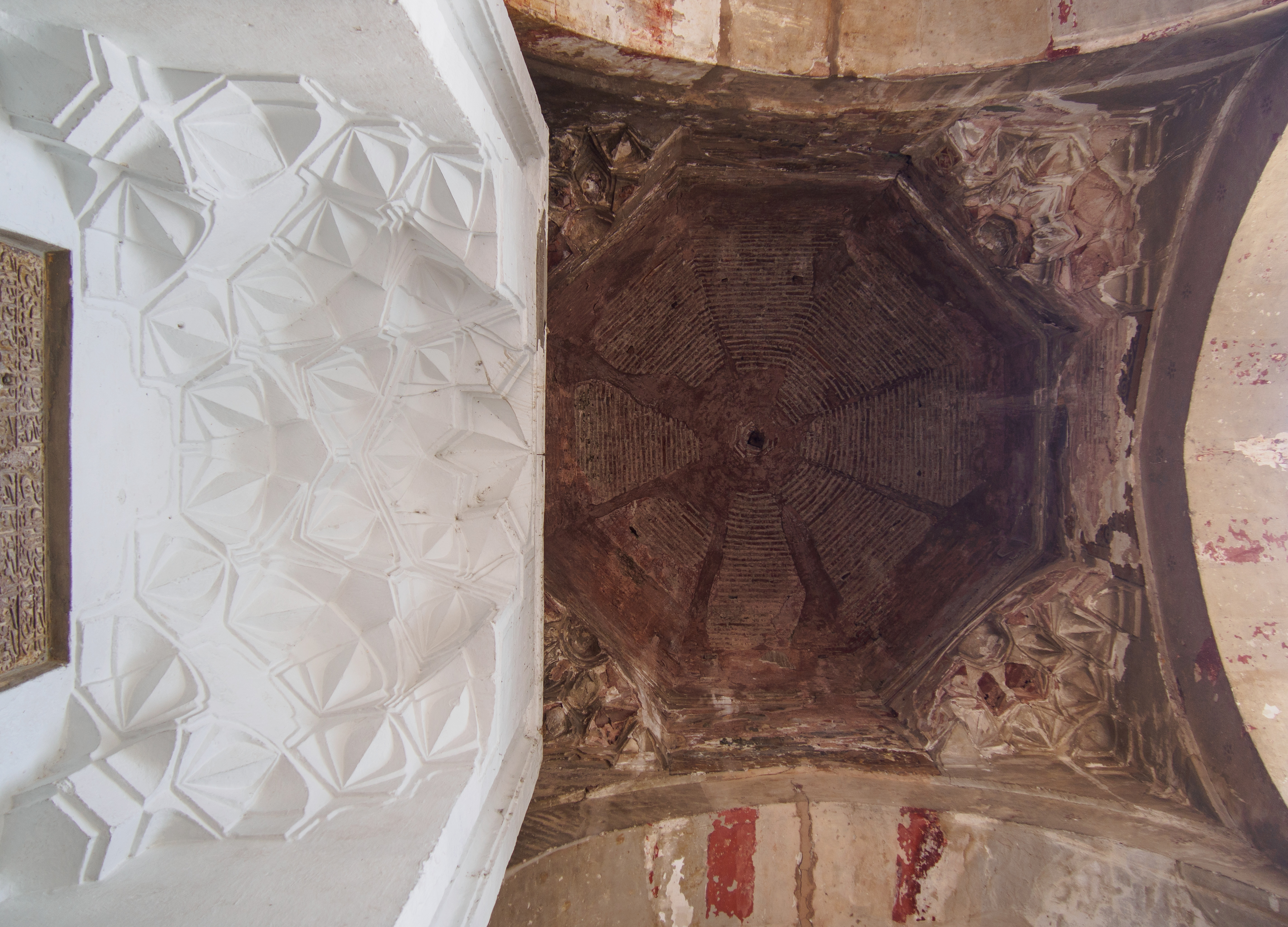
Entrada i cúpula central del pòrtic
La sala de pregària